# 弗拉特科·钱查尔
弗拉特科·钱查尔（1997年4月10日—），斯洛文尼亚男子篮球运动员。目前效力於NBA丹佛金塊，場上位置為小前鋒。

## 職業生涯
2017年6月22日，钱查尔在2017年 NBA 选秀大会总第49顺位被丹佛掘金队选中。

## 國家隊生涯
钱查尔曾代表斯洛文尼亚国家队参加2020年夏季奥林匹克运动会篮球比赛，获得第四名。